# Халабджа
Халабджа (араб. حلبجة, курд. Helebce) — місто в Іракському Курдистані, в мухафазі Сулейманія. Розташоване за 240 км на північний схід від Багдада та за 15 км від кордону з Іраном, на висоті 741 м над рівнем моря. Населення становить близько 80 000 чоловік. Мешканці Халабджі традиційно відрізняються найбільшою релігійністю серед курдів Іраку.

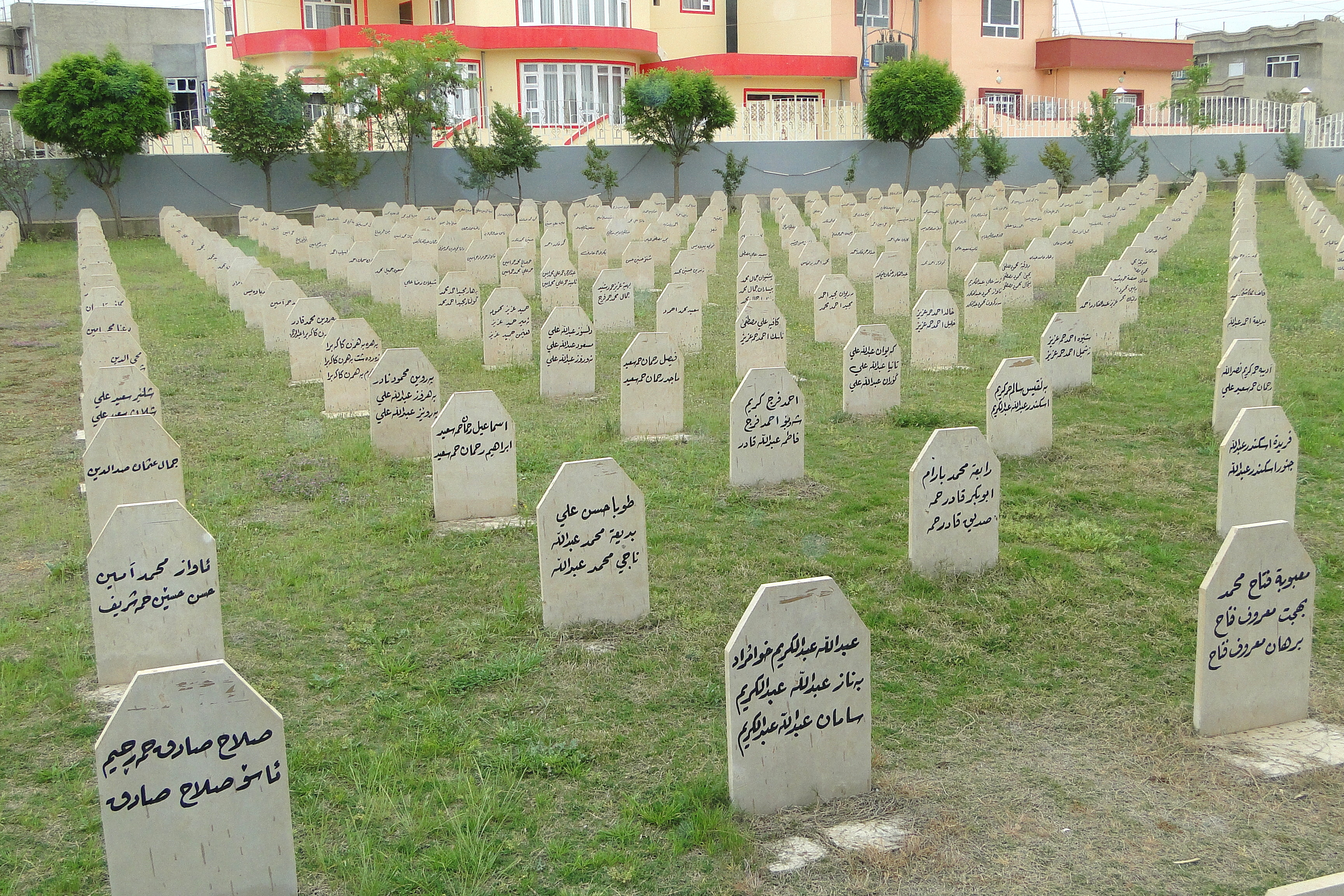
Могили жертв газової атаки в Халабджі

Місто здобуло відомість через масове знищення місцевого населення хімічною зброєю, скоєне тут 1988 року режимом Саддама Хусейна.

## Відомі уродженці
- Абдулла Сулейман Горан (1904—1962) — курдський поет і літератор.